# Nymphaea subg. Brachyceras
Nymphaea subg. Brachyceras ist eine Untergattung der Gattung Nymphaea.

## Beschreibung

### Vegetative Merkmale
Das Rhizom ist eiförmig bis länglich und bildet keine Ausläufer aus.

### Generative Merkmale
Die Blüten sind tagblühend und ragen über die Wasseroberfläche hinaus. Die Staubblätter haben ein apikales, auffälliges, steriles Anhängsel. Die Griffel sind dick und fleischig. Die Kelchblätter bleiben an der Frucht erhalten.

## Taxonomie

### Veröffentlichung
Sie wurde als Nymphaea subsect. Brachyceras Casp. von Robert Caspary im Jahr 1866 veröffentlicht. Später wurde sie von Henry Shoemaker Conard 1905 in die Untergattung Nymphaea subg. Brachyceras (Casp.) Conard gestellt.

### Typusart
Die Typusart ist Nymphaea stellata Willd.

### Arten
- Nymphaea abhayana A.Chowdhury & M.Chowdhury
- Nymphaea ampla (Salisb.) DC.
- Nymphaea × daubenyana W.T.Baxter ex Daubeny
- Nymphaea dimorpha I.M.Turner
- Nymphaea divaricata Hutch.
- Nymphaea elegans Hook.
- Nymphaea gracilis Zucc.
- Nymphaea guineensis Schumach. & Thonn.
- Nymphaea heudelotii Planch.
- Nymphaea maculata Schumach. & Thonn.
- Nymphaea manipurensis Asharani & Biseshwori
- Nymphaea micrantha Guill. & Perr.
- Nymphaea nouchali Burm.f.
- Nymphaea pulchella DC.
- Nymphaea siamensis Puripany.
- Nymphaea stuhlmannii (Engl.) Schweinf. & Gilg
- Nymphaea sulphurea Gilg
- Nymphaea thermarum Eb.Fisch.

## Verbreitung
Nymphaea subg. Brachyceras hat eine pantropische Verbreitung.